# دن سفتون
دن سفتون (انگلیسی: Dan Sefton) پزشک، فیلم‌نامه‌نویس و نویسنده اهل بریتانیا است.
از فیلم‌ها یا مجموعه‌های تلویزیونی که وی در آن‌ها نقش داشته‌است، می‌توان به بیمارستان گود کارما، مرگ در بهشت، آقای سلفریج، پنج، ایست‌اندرز، تلفات، شهر هالبی و دکتر هو اشاره نمود.